# Fonovice
Fonovice (německy Vonsdorf) jsou osada v okrese Ostrava-město v Moravskoslezském kraji. Je součástí města Klimkovice. Fonovice se nacházejí asi 2 km jihozápadně od centra Klimkovic a asi 17 km jihozápadně od centra Ostravy. V roce 2021 zde žilo 124 obyvatel ve 45 domech.
Fonovicemi prochází ulice Fonovická vedoucí z Klimkovic. Ta je slepou pozemní komunikací, která jako asfaltová silnice končí na konci Fonovic a dále vede pěšina a Alej ke kříži do Jistebníka.
| Rok            | 1869 | 1880 | 1890 | 1900 | 1910 | 1921 | 1930 | 1950 | 1961 | 1970 | 1980 | 1991 | 2001 | 2011 | 2021 |
| -------------- | ---- | ---- | ---- | ---- | ---- | ---- | ---- | ---- | ---- | ---- | ---- | ---- | ---- | ---- | ---- |
| Počet obyvatel | 137  | 126  | 119  | 127  | 113  | 113  | 148  | –    | –    | 100  | 83   | 40   | 37   | 77   | 124  |
| Počet domů     | 24   | 23   | 23   | 24   | 25   | 25   | 29   | –    | –    | 30   | 25   | 23   | 23   | 30   | 45   |